# Лютки
Лютки (Lestidae) — родина бабок підряду рівнокрилих (Zygoptera). Включає понад 150 видів у 9 родах.

## Опис
Бабки невеликих розмірів, мають тонке подовжене тіло. Самці мають блакитну голову і світло-блакитну, темно-синю або зелену грудку з металевим блиском; деякі види мають світлі смуги з боків. Живіт довгий і тонкий, синій або зелений колір з металевим блиском. Самиці коричневі або темно-зелені з металевим блиском; їхнє черевце коротше і товще, ніж у самців, і воно оснащене яйцекладом. Види з підродини Lestinae відпочивають з частково розкритими крилами, а з підродини Sympecmatinae — зі складеними крилами. Крила прозорі. Птеростигма прямокутна, значно довша ніж ширша.
Личинки люток дуже рухливі, мають струнке витягнуте тонке тіло, завдовжки 22-25 мм, з широкою і короткою головою і великими очима. На кінці черевця у люток знаходяться три добре виражені лопастеві трахейні зябра. Іноді одна, дві або всі три цих пластинки бувають відірвані хижаками, але регенеруються, тому часто бувають неправильними або асиметричними.

## Поширення
У фауні України трапляється 9 видів люток:
- Лютка дрібнозубчаста (Lestes parvidens)
- Лютка зелена (Lestes viridis)
- Лютка повільна (Lestes barbarus)
- Лютка-дріада (Lestes dryas)
- Лютка великовічкова (Lestes macrostigma)
- Лютка-наречена (Lestes sponsa)
- Лютка ясно-зелена (Lestes virens)
- Сіролютка руда (Sympecma fusca)
- Сіролютка кільчаста (Sympecma paedisca)

## Роди
- Archilestes
- Austrolestes
- Chalcolestes
- Indolestes
- Lestes
- Orolestes
- Platylestes
- Sinhalestes
- Sympecma